# Gyümölcsénes község
Gyümölcsénes község (románul: Comuna Plopiș) község Szilágy megyében, Romániában. Központja Gyümölcsénes, beosztott falvai Krasznajáz, Magyarpatak.

## Népessége
A 2011-es népszámlálás adatai alapján a község népessége 2405 fő volt.